# BT Monocerotis
Désignations
BT Monocerotis (ou Nova Monocerotis 1939) est une nova qui survint en 1939 dans la constellation de la Licorne. Elle atteignit une magnitude minimale (correspondant à une luminosité maximale) de 4,5. Elle fut découverte sur une plaque spectroscopique par Fred L. Whipple le 23 décembre 1939. Sa luminosité décrut après l'éruption de 3 mag. en 36 jours. La courbe de lumière de l'éruption présentant une longue période en plateau.
Des plaques photographiques prises pendant 30 ans avant l'éruption montrent que BT Monocerotis resta visible pendant cette période. Avant 1933, BT Monocerotis avait une magnitude moyenne de 15,52 avec une variation de 1,2 magnitudes. Elle conserva la même magnitude jusqu'à l'éruption, avec une variation de 0,9 magnitudes. Par conséquent, elle ne présenta pas d'augmentation de luminosité avant l'éruption.
C'est un système binaire en interaction constitué d'une étoile primaire naine blanche et d'une étoile de la séquence principale de type spectral G8V. L'orbite a une période de 0,33381379 jours et une inclinaison de 88,2° par rapport à la ligne de vue depuis la Terre, ce qui en fait une binaire à éclipses. L'éruption en nova a été probablement déclenchée par la masse transférée depuis l'étoile secondaire vers la naine blanche. On ne sait pas si la naine blanche possède un disque d'accrétion formé par cette matière. La matière émise par le système a une vitesse dans la ligne e vue de 450 km.s−1, mais elle pourrait se déplacer jusqu'à 3 200 km.s−1 si le flux est strictement bipolaire.